# Myzostoma pseudogigas
Myzostoma pseudogigas is een ringworm uit de familie Myzostomatidae.
Myzostoma pseudogigas werd in 1940 voor het eerst wetenschappelijk beschreven door Jägersten.